# Saviano (Kampanien)
Saviano ist eine Gemeinde mit 15.929 Einwohnern (Stand 31. Dezember 2023) in der Metropolitanstadt Neapel, Region Kampanien. Die Nachbarorte von Saviano sind Nola und San Gennaro Vesuviano.

## Bevölkerungsentwicklung
Saviano zählt 4791 Privathaushalte. Zwischen 1991 und 2001 stieg die Einwohnerzahl von 13.101 auf 14.755. Dies entspricht einem prozentualen Zuwachs von 12,6 %.

## Söhne und Töchter der Gemeinde
- Giacomo Caliendo (1942–2025), Politiker
- Francesco Romano (* 1960), Fußballspieler